# Faldistorium

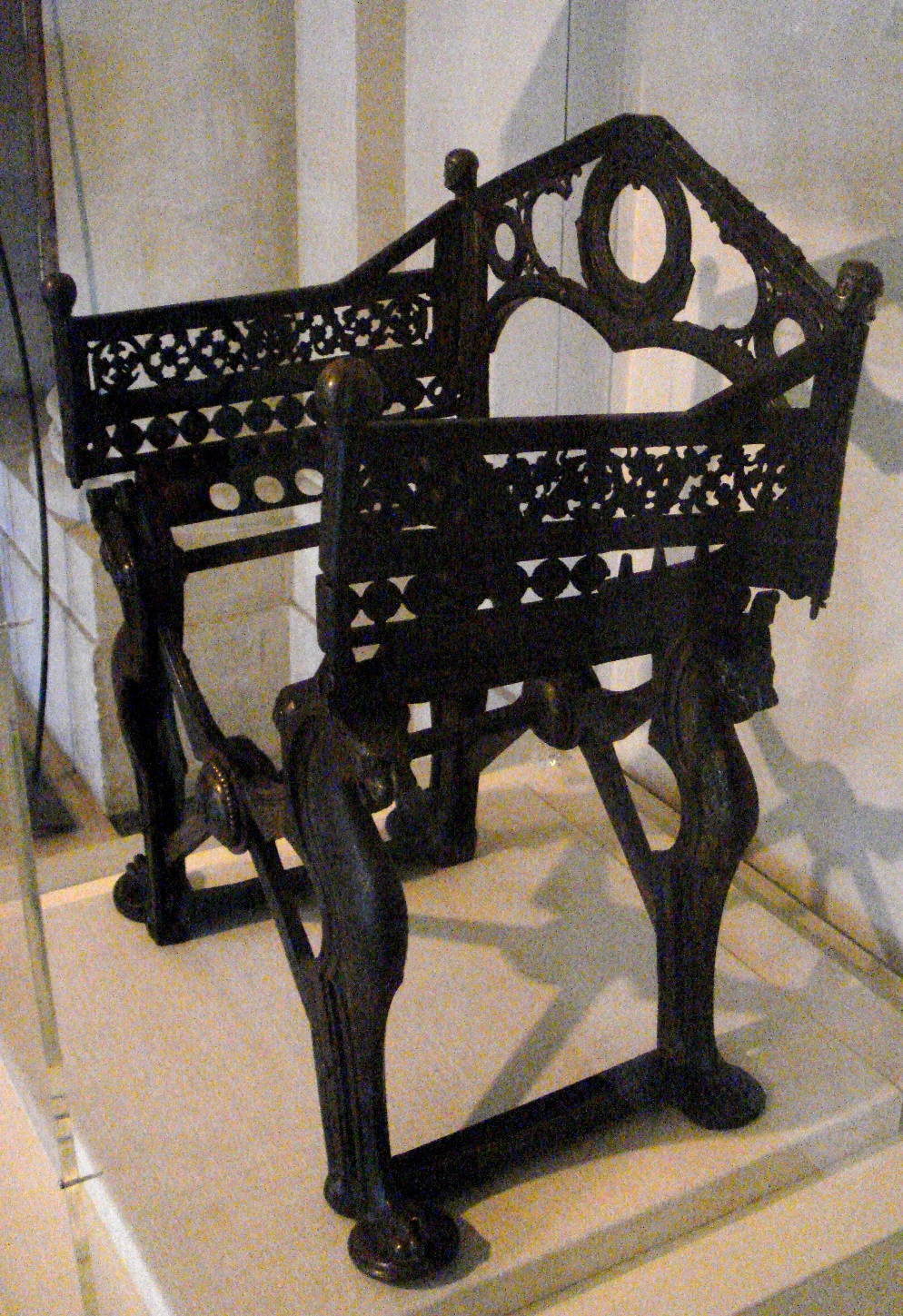
Trůn - faldistorium franského krále Dagoberta, Paříž

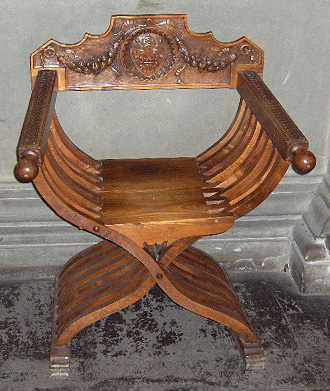
Renesanční faldistorium (danteska) s knížecím erbem, Florencie, Palazzo vecchio

Faldistorium je zvláštní typ přenosného (skládacího) čestného křesla, odznak úřadu světského panovníka (pak se může nazývat trůn) nebo církevního představitele. Od raného středověku je používali králové, císaři, biskupové a další preláti (opat nebo abatyše) při slavnostních bohoslužbách. V kostele stojí u hlavního oltáře na epištolní straně.
Faldistorium má konstrukci s opěradlem pro záda a pár postranních opěrek - područek.

## Historie
Vyvinulo se z kurulského křesla a původně bylo skládací. Jako materiál se používalo železo, bronz nebo dřevo, někdy obložené slonovinou. V období pozdního středověku a raného novověku se tvarem přiblížilo světskému nůžkovému křeslu, zvanému také danteska.
V současnosti faldistorium již nebývá skládací, ale jeho přední i zadní nohy zůstávají zkřížené a obě křížení spojuje tyč, nebo jsou všechny čtyři nohy vzájemně spojeny skříženými rozpěrami.

## Ikonografie
Na faldistoriích jsou například vyobrazeni
- kníže Oldřich na denárech (1010-1034)
- sv. Václav v Kodexu vyšehradském (1085) - područky faldistoria jsou zakončeny vyřezávanými hlavičkami lvů.